# بنی مونترسور
بنی مونترسور (انگلیسی: Beni Montresor; ۳۱ مارس ۱۹۲۶ – ۱۱ اکتبر ۲۰۰۱) کارگردان فیلم، فیلم‌نامه‌نویس، تصویرگر و طراح صحنه و لباس اهل ایتالیا بود.
وی مدتی طراح صحنه در لا اسکالا، اسپولتو و تالار اپرای متروپولیتن نیویورک بود و با کارگردانانی چون ویتوریو دسیکا، فدریکو فلینی و روبرتو روسلینی همکاری نیز همکاری داشت. او طراح صحنهٔ فیلم اوه! سابلا بود
وی همچنین برندهٔ جوایزی همچون نشان کالدکوت شده‌است.